# Península de Paracas

Peninsula de Paracas

A península de Paracas está situada em Ica, na costa central do Peru. Tem uma costa marítima excecionalmente rica devido à abundância de plâncton que nutre peixes, crustáceos e moluscos.
Na península está a Reserva Nacional de Paracas, que possui lugares únicos como, por exemplo, as ilhas Ballestas, cuja paisagem e fauna equivale a recorrer um jardim zoológico natural.